# Gora Amosova
Gora Amosova (englisch; russisch гора Амосова gora Amossowa, deutsch ‚Amossows Berg‘) ist ein Berg im ostantarktischen Mac-Robertson-Land. Er ragt in der Payergruppe der Hoelfjella auf.
Sowjetische Wissenschaftler nahmen 1986 seine Benennung vor. Namensgeber ist Iwan Petrowitsch Amossow (1772–1843), Erbauer der Wostok, Flaggschiff der ersten russischen Antarktisexpedition (1819–1921) unter Fabian Gottlieb von Bellingshausen.